# Хава Шапіро
Хава Шапіро (івр. חַוָּה שַׁפִירָא, нім. Ewa Schapiro; 26 грудня 1876 — 28 лютого 1943), також відома під псевдонімом Ем Коль Хай (івр. אֵם כָּל חָי; укр. — Мати всього живого)  — єврейська письменниця, літературний критик та журналістка. Піонер жіночої літератури на івриті та феміністичної літературної критики, Шапіро була однією з найуспішніших діаспорних письменниць на івриті на початку двадцятого століття.

## Ранній життєпис

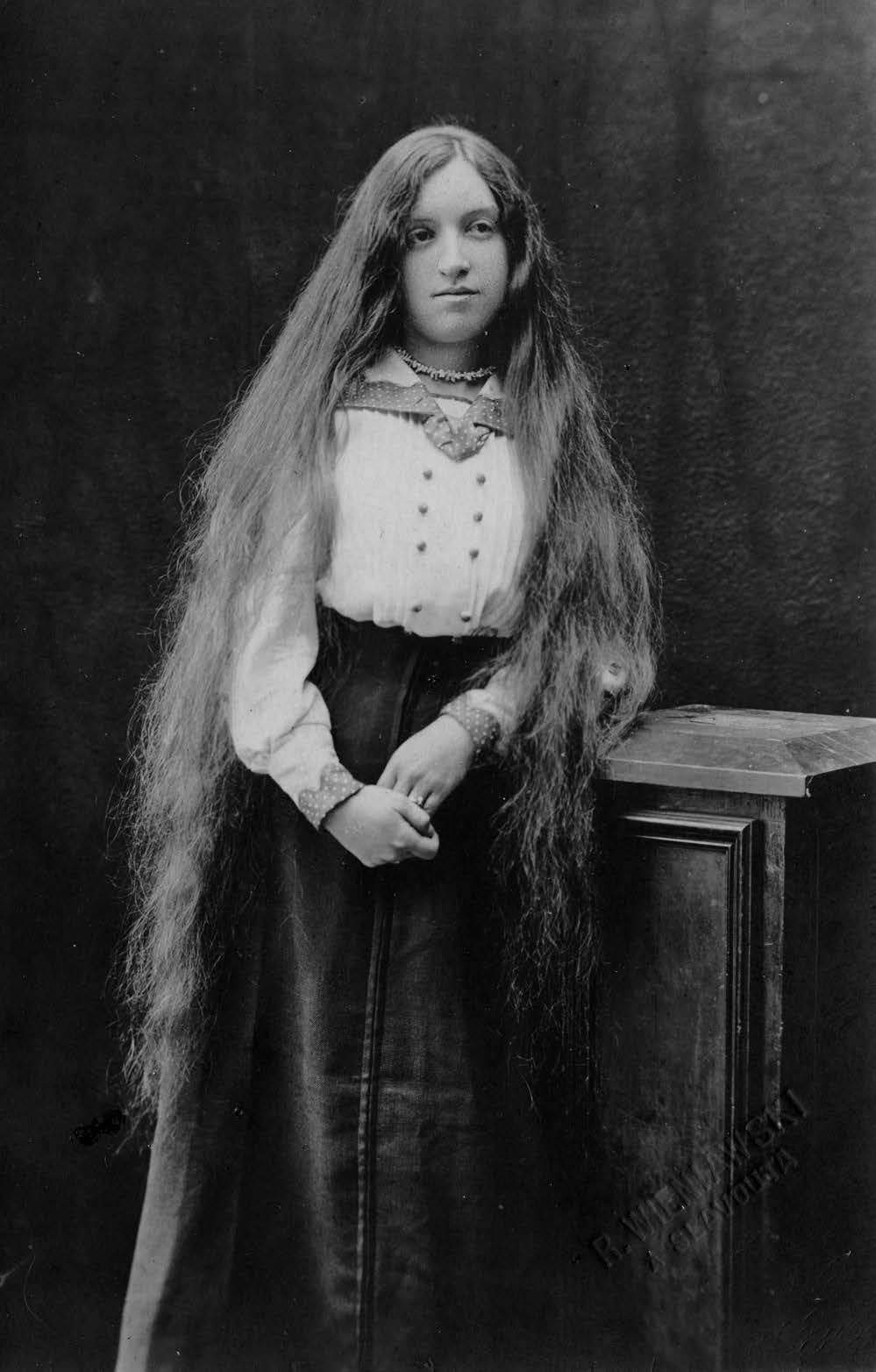
18-річна Хава Шапіро в 1894 році

Хава Шапіро народилася 26 грудня 1876 року в селищі Славута (нині — Хмельницької області) у межах смуги осілості. Її мати, Менуха (уроджена Шенберг), походила з добре освіченої родини з Кишинева та добре володіла івритом. Батько Хави, Яков Шамай Шапіро, належав до процвітаючої родини, яка володіла друкарнею. Їх рід походить від лідера хасидів рабина Пінхаса Шапіро з Кореца, учня БЕШТа. Родина заснувала в 1791 році першу в Російській імперії єврейську друкарню «Славіта» і володіла кількома паперовими фабриками, млинами та іншими промисловими підприємствами.
Яков Шапіро мав двох доньок від попереднього шлюбу, а Хава мала трьох братів та молодшу сестру у шлюбі батька з Менухою. (Її сестра померла від скарлатини в 1893 році в 11-річному віц) Хава виросла в традиційній ортодоксальній родині, а також отримала ґрунтовну освіту як з єврейських, так і зі світських предметів, і користувалася підтримкою родини у своїх літературних пошуках. З дитинства вирізнялася здібностями до вивчення Тори, що було незвичним для дівчини того часу. Разом зі своїми братами вона навчалася у місцевого меламеда. Повсякденною мовою у родині був їдиш, також від матері Хава навчилася читати та писати на івриті, вивчала французьку з приватним вчителем, та російську мову. Згодом вона досконало вивчила вивчила  чеську, німецьку та польську мови. Читала та писала латинською. Брала участь у місцевій групі «Товариство любителів івриту», яка збиралася щотижня, щоб читати та обговорювати розвиток літератури мовою іврит.

## Сім'я та навчання
У 1895 році 19-річна Хава одружилася з Лімелем Розенбаумом, сином заможного варшавського банкіра, і через два роки у них народився син Пінхас. Вони жили в Славуті у батьків Шапіро до 1900 року, після чого оселилися у Варшаві. Оскільки стосунки в шлюбі погіршувалися, Хава знайшла притулок у домі Іцхака Переца, який став її першим літературним наставником. Вона брала участь у єврейському літературному салоні Переца, де познайомилася з письменниками Менделе Мойхером-Сфорімом, Шоломом-Алейхемом, Бен-Авіґдором, Гершем Номбергом та Шаломом Ашем. Її перша опублікована праця — оповідання під назвою «Га-Шошана» («Троянда»), з'явилася в літературному тижневику Девіда Фрішмана Га-Дор у грудні 1901 року під псевдонімом Ем Коль Хай. Шапіро стала постійним дописувачем творів художньої літератури та статей на тематику культурної критики до основних єврейських періодичних видань, єдиною із жінок серед авторів.
Невдовзі у Шапіро зав'язався роман із письменником на івриті та їдиші Рубеном Брейніним, одруженим товаришем її батьків, майже вдвічі старшим за неї. Хава познайомилася з ним у травні 1899 року під час відпочинку з матір'ю та сином на курорті у Франтішкові Лазнє. Шапіро розлучилася зі своїм чоловіком у 1903 році через постійні конфлікти з Брейніним, який наполягав не робити подібного кроку (він переїхав до Канади зі своєю родиною в листопаді 1910 року). Хава переїхала до Відня, щоб підготуватися до вступних іспитів до університету, а її син залишився з батьком, і в 1907 році отримала дозвіл на розлучення.
Вона поступила на факультет філософії Бернського університету в Швейцарії, де жила з братом. У власній науковій праці, написаній під керівництвом Людвіга Стейна, Шапіро досліджувала філософію Георга Крістофа Ліхтенберга. У 1909 році Хава Шапіро поїхала до Геттінгена, щоб зустрітися з Едмундом Гуссерлем, який допоміг їй отримати рукописи творів Ліхтенберга . У 1910 році у 34-річному віці вона закінчила навчання, здобувши освітньо-науковий ступінь доктора філософії і повернулася до Славути.

## Кар'єра

### Рання кар'єра
Шапіро продовжувала писати короткі оповідання, п'ятнадцять з яких були видані у збірці «Ковец-Ціюрім» (1909). Публікація цієї збірки стала важливою літературною подією, оскільки на той час було дуже мало єврейських письменниць. У цій збірці було опубліковано перший феміністичний маніфест на івриті, в якому зосереджено увагу на відсутності жіночого письма в івритській літературі.
Хава Шапіро все своє життя була прихильницею сіонізму. У 1911 році вона відвідала Палестину з Давідом Фрішманом та її батьками у складі делегації варшавської щоденної газети на їдиш «Гайнт» (їд. היינט, «Сьогодні»). Трохи згодом у Га-Зман вона опублікувала три статті про цю подорож. У них вона описала розвиток єврейської громади та прийняття нею сучасного івриту. Переїхавши до Берліна в 1912 році, Хава налагодила зв'язки з лідерами сіоністського руху.
Шапіро вже скоро стала відомою журналісткою та авторкою статей з літературної критики. Вона писала свої статті до «Га-Шилоах», «Га-Торен», «Га-Ткуфа», «Га-Олам», «Га-Доар», «Die Welt» та «Selbstwehr». Вона писала статті, майже виключно на івриті, про історію своєї родини та рецензувала книги, п'єси та сучасних їй європейських письменників. Перше опубліковане есе Хави — це рецензія на роман Ґергарта Гауптмана. Воно з'явилося в «Га-Шилоах» у 1913 році. Шапіро також багато подорожувала Європою, ведучи «витончене, космополітичне життя».

### Життя в Чехословаччині

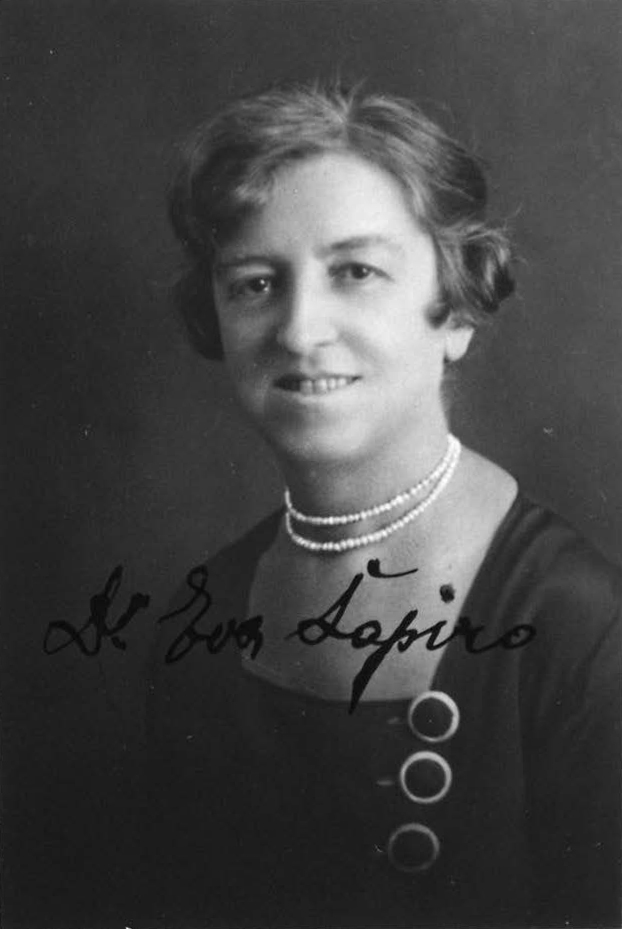
Хава Шапіро в 1927 році

Шапіро втекла до свого рідного міста Славута на початку Першої світової війни в 1914 році, щоб уникнути інтернування як ворога, і наступні п'ять років проживала почергово у рідній Славуті та Києві. З посиленням погромів після війни Хаїм Бялик запросив її оселитися в Одесі та приєднатися до його літературного гуртка. Однак повноцінній літературній діяльності завадила громадянська війна та вторгнення Росії на територію України. Коли в серпні 1919 року білогвардійські війська витіснили більшовицьку червону армію зі Славути, Хава та її син втекли до Чехословаччини за допомогою колишнього соратника свого батька, багатого християнського лісника. Вона жила в його будинку в Мукачеві до того, як остаточно оселилася в Празі. Після остаточного приходу до влади більшовиків та конфіскацією радянською владою майна її родини Хава Шапіро вперше була змушена працювати, щоб прогодувати себе та сина який навчався на інженерному факультеті Політехнічного інституту в Празі.
Хава Шапіро стала громадянкою Чехословаччини 28 лютого 1929 року, а в 1930 році вийшла заміж за Йосефа Вінтерніца, лідера єврейської громади Праги. Шлюб був нещасливим, головним чином через психічні розлади в її чоловіка. У 1937 році Шапіро вдалося відправити свого сина до Сполучених Штатів Америки, де він жив у Сент-Луїсі, штат Міссурі, аж до смерті в 1953 році.

### Літературна діяльність
Перед від'їздом до Чехословаччини Шапіро опублікувала есе «Жіночі типи в оповіданнях Менделе» — про репрезентацію жінок у творчості Менделе Мойхера-Сфоріма. Пізніше вона двічі писала статті на цю тему; «Постать жінки в нашій літературі» в 1930 році та «Жінка-читачка: де вона?» наступного року. Вона однією з перших зробила огляди жіночих персонажів у сучасній їй єврейській літературі. Будучи чехословацьким кореспондентом «Га-Олам», Хава Шапіро провела інтерв'ю з президентом Томашем Масариком на його 75-річчя (про нього вона також опублікувала монографію в 1935 році) і регулярно висвітлювала діяльність сіоністських організацій та становище євреїв у Центральній та Східній Європі. У той же час Хава також почала збирати матеріал для автобіографії, яку вона сподівалася опублікувати в Палестині, де вона прагнула провести свої останні роки. Письменниця також листувалася з редактором Даніелем Перскі про ідею опублікувати всі її статті в одній збірці. Однак у міру погіршення ситуації із становищем євреїв у Європі жоден з проєктів не було реалізовано.

## Смерть та творчий спадок
У вересні 1942 року нацистська влада помістила Шапіро до психіатричної лікарні, а 19 січня 1943 року її звільнили для підготовки до депортації в гетто Терезіенштадт. Вона померла 28 лютого 1943 року, за шість днів до депортації чоловіка в гетто, де він був убитий 18 березня 1944 року. Шапіро залишила рукописний особистий щоденник, який описував її життя з 1900 по 1941 рік. Вона віддала його незнайомцю на зберігання. Пізніше він потрапив до архіву «Ґназім» в Тель-Авіві. Листи та листівки з її 29-річного листування на івриті з Рубеном Брейніном зберігаються в Єврейській публічній бібліотеці в Монреалі.

## Вибрана бібліографія

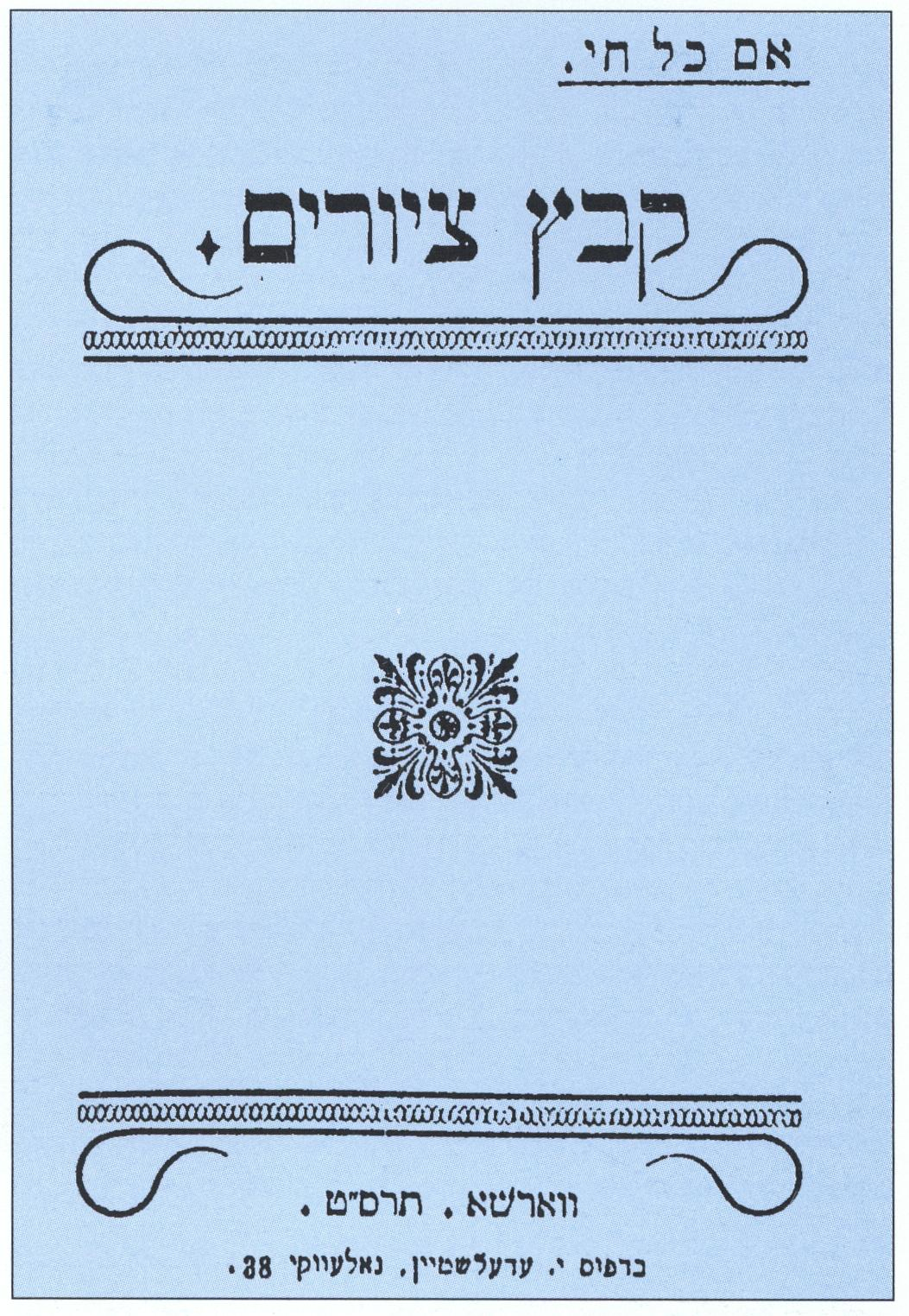
Ковец-Ціюрім (1909)

- Em Kol Chai (12 грудня 1901). The Rose. Ha-Dor (івр.). 1 (48): 13—14.
- Em Kol Chai (4 жовтня 1908). Days of Awe. Hed Ha-Zman (івр.). 209: 1.
- Em Kol Chai (1909). Kovetz Tziurim [A Collection of Sketches] (івр.). Warsaw: Edelshtein. OCLC 25231247.
- Em Kol Chai (May–June 1911). «Notes from My Journey to Eretz Yisrael». Hed ha-Zman (in Hebrew). 107 (1), 108 (1), 117 (1).
- (Дипломна робота). Bern. {{cite thesis}}: Пропущений або порожній |title= (довідка)
- Shapiro, Chava (1914). The Brothers from Slavuta (An Event that Occurred). Ha-Shiloaḥ (івр.). 30: 541—554.
- Shapiro, Chava (1918). Female Types in Mendele's Stories. Ha-Shiloaḥ (івр.). 34: 92—101.
- Shapiro, Chava (1915). On Death. Ha-Shiloaḥ (івр.). 32: 63—69.
- Em Kol Chai (1920–1921). Letters from a Tuberculosis Patient. Ha-Shiloaḥ (івр.). 38: 122—131.
- Shapiro, Chava (1930). The Figure of the Woman in Our Literature. Ha-Tkufah (івр.). 27: 617—633.
- Shapiro, Chava (8 травня 1931). The Woman Reader: Where Is She?. Ha-Do'ar (івр.). 10 (24): 386—387.
- Shapiro, Chava (1935). T. G. Masaryk, ḥayav ve-torato [T. G. Masaryk, His Life and Teachings] (івр.). Prague: Brit Ivrit. OCLC 122855326.